# Marja Krawcec
Marja Krawcec (1. listopadu 1948 Räckelwitz/Worklecy – 14. dubna 2014 Schmeckwitz/Smječkecy) byla lužickosrbská básnířka, překladatelka a novinářka.

## Život
Marja Krawcec se narodila 1. listopadu 1948 v saské hornolužické obci Räckelwitz/Worklecy v rodině domkáře. V letech 1965–1969 absolvovala Lužickosrbský učitelský ústav v Budyšíně. Poté do roku 1978 učila na Lužickosrbské polytechnické škole v Ralbicích (Ralbitz/Ralbicy). V letech 1978–1981 absolvovala tříleté studium na Literárním ústavu v Lipsku. Pod patronátem Kita Lorence vydala roku 1981 básnickou prvotinu Kraj před špihelom (Země před zrcadlem). Po té se na několik let se vrátila k učitelskému povolání, od roku 1990 působila v Domowině jako regionální mluvčí župy Michała Hórnika a současně byla externí spolupracovnicí Lužickosrbského rozhlasu pro dětské vysílání. Zde napsala scénář k seriálu Rozhlasová rodina a nesčetné rozhlasové hry. Zároveň byla činná i jako autorka knih pro děti. Vydala dvě úspěšné básnické sbírky, které patří k tomu nejlepšímu, co v 80. a 90. letech 20. století v lužickosrbsky psané poezii vzniklo: bosy přez šćernišćo (bosky po strništi, 1986) a sudźeńca wosrjedź dwora (soud uprostřed dvora, 1992). V roce 1993 vyšel samostatný knižní výbor Ralbitzer Sonntag (Ralbická neděle) v jejím vlastním překladu přebásněném Giselou Kraft. V posledním desetiletí svého života již Krawcec považovala své básnické dílo za ukončené a věnovala se zejména spolupráci
s rozhlasem. Marja Krawec zemřela 14. dubna 2014 v obci Schmeckwitz/Smječkecy.

## Literární dílo
| Ralbičanska njedźela je swěčkběła nosy wobrazy zašłosće we sebi njepopřeju spara w kóždej pótnicy mojeje kože budźa so womjelknjene zynki maja narunać mój pomjatk přichodny čas kleči před durjemi ma próšnej woči pytatej za maličkosćemi na polčkach njezwěrju sej trěć proch z dokładami prjedawšeje přitomnosće bosy přez šćernišćo (Budyšin 1986) |
| |

| Ralbická neděle je bílá jako svíce nosí obrazy minulosti v sobě nedopřeju spánku v každém póru kůže budí se umlklé zvuky mají mi napravit paměť budoucí čas klečí u dveří má zašlé oči hledají malichernosti na poličkách si netroufnu utírat prach s doklady dřívější přítomnosti bosy přez šćernišćo (Budyšin 1986) [přel. Radek Čermák] |
| |

Exaltovaná básnířka Marja Krawcec se ve své tvorbě, která spadá do 80. a 90. let 20. století, zaměřovala na ztvárnění apokalyptických obrazů umírání či odcizení vlastní identity. Po formální stránce je pro ni typický slovní minimalismus včetně rezignace na interpunkci a obvyklou organizaci verše. První samostatná sbírka Kraj před špihelom z roku 1981 ukazuje distanci od okolního světa a uzavírání se do vlastního básnického ega, které je nedotčeno ostatními kulturními, jazykovými a literárními vlivy. Její lyrický subjekt se ocitá uprostřed světa, který je mu cizí. Komunikace s tímto světem není možná. V textu Přichad w L. je obraz města Lipska pojat jako místo odcizení a vyhnání. Krajina před zrcadlem je krajinou vlastního nitra. Všechny kontakty (většinou milostné) nakonec ztroskotají kvůli zásahům zvnějšku. Druhou sbírku Bosy přez šćernisšćo z roku 1986 experiment pokračuje, mj. také ve formě básní v próze. Lyrický subjekt ovšem zůstává izolován a odcizen okolnímu světu. Třetí a poslední sbírka sudźeńca wosrjedź dwora z roku 1992 se vyznačuje tematizací dějin, které jsou pojaty jako dějiny subjektivní. Moment duchovního i fyzického stáří se objevuje v básních o starých lidech. Původně prázdná krajina orientovaná na vlastní subjekt se nyní zaplňuje starci či lidmi vykonávajícími archaická povolání. Motiv pomalého umírání je v titulní básni demonstrován na obraze jabloně napadené plísní. Smrt je tu ukazována jako nepohyblivost a zánik kulturních paradigmat. Marja Krawcec ve své poetice odsoudila svou vlastní kulturu k zániku, z něhož již není východisko.

### Poezie
- Kraj před špihelom. Wubrał a rjadował Kito Lorenc. 1. nakł. Budyšin : Ludowe nakładnistwo Domowina, 1981. 72 s.
- Bosy přez šćernišćo. 1. nakł. Budyšin : Nakładnistwo Domowina, 1986. 51 s. ISBN 9783742000637.
- Sudźeńca wosrjedź dwora. 1. nakł. Budyšin : Ludowe nakł. Domowina, 1992. 70 s. ISBN 9783742007964.
- Ralbitzer Sonntag : Gedichte. Aus dem Obersorbischen interlinear übersetzt von der Autorin ; nachgedichtet und mit einem Beiwort versehen von Gisela Kraft. Düsseldorf : Verlag Eremiten-Presse, 1993. 50 s. ISBN 9783873652811.

### Účast v antologiích
- Aus jenseitigen Dörfern: zeitgenössische sorbische Literatur. 1. Auflage. Bremerhaven: NW, 1992. 136 stran. Edition Die Horen; 12. Poesie visavis; 2. Band. ISBN 3894291796.